# Elana Meyer
Elana Meyer är en före detta friidrottare från Sydafrika. Hon föddes den 10 oktober 1966 i Albertinia.
Hennes stora internationella framgång var 10 000 meters-loppet vid OS i Barcelona 1992. Visserligen vann hon inte, det gjorde Derartu Tulu från Etiopien, men deras gemensamma segervarv, hand i hand, efter loppet skapade OS-historia.
Förutom OS-silvret så slutade hon på femte plats vid VM 1995 i Göteborg på 10 000 meter. Hon deltog även vid Olympiska sommarspelen 2000 där hon blev åtta. 
Hon var även framgångsrik i halvmaraton och vann VM-guld 1994 och silver 1998.